# Coordonate triliniare
În geometrie, coordonatele triliniare ale unui punct P în raport cu un triunghi ABC sunt proporționale cu lungimea perpendicularelor de la punct la laturile triunghiului. 
Coordonatele triliniare sunt notate prin α : β : γ sau (α, β, γ), fiind un exemplu de coordonate omogene. Coordonatele triliniare au fost introduse de Julius Plücker în 1835.
Dacă punctul P se află de exemplu pe latura BC a triunghiului, atunci perpendiculara din P va fi nulă, deci α = 0. Similar pentru puncte aflate pe AC β = 0, iar pentru cele de pe AB γ = 0.
Datorită simplității, coordonatele triliniare ale vârfurilor A, B și C ale triunghiului sunt scrise în mod uzual sub forma 1:0:0, 0:1:0 și respectiv 0:0:1.
Coordonatele triliniare pot fi normalizate astfel încât vor da actuala distanță de la P la fiecare latură. Pentru a realiza normalizarea, fie punctul P având coordonatele triliniare α : β : γ aflate la distanțele a', b' și c' de laturile BC, AC și AB. Atunci distanțele a'= kα, b'= kβ și c'= kγ pot fi găsite scriind o expresie algebrică pentru fiecare arie a triunghiurilor BPC, APC și respectiv APB, adică:
{\displaystyle {\begin{aligned}\triangle &=\triangle _{a}+\triangle _{a}+\triangle _{a}\\&={\frac {1}{2}}\left(aa^{\prime }+bb^{\prime }+cc^{\prime }\right)\\&={\frac {1}{2}}\left(ak\alpha +bk\beta +ck\gamma \right)\\&={\frac {1}{2}}k\left(a\alpha +b\beta +c\gamma \right)\\\end{aligned}}}
Rezultă:
{\displaystyle k\equiv {\frac {2\triangle }{\left(a\alpha +b\beta +c\gamma \right)}}}
Coordonatele a', b' și c' se mai numesc și coordonatele exacte sau actuale ale punctului P. Pentru a face distincția între coordonatele triliniare și cele actuale, este preferabil de notat coordonatele triliniare prin α : β : γ, iar cele actuale ale punctului P prin (kα, kβ, kγ), notație uzuală de altfel pentru un triplet ordonat de numere.

## Exemple
| Centru                               | Coordonatele triliniare                                |
| ------------------------------------ | ------------------------------------------------------ |
| A                                    | 1 : 0                                                  |
| B                                    | 0 : 1 : 0                                              |
| C                                    | 0 : 0 : 1                                              |
| Centrul cercului înscris I           | 1 : 1                                                  |
| Centrul cercului circumscris O       | cos A : cos B : cos C                                  |
| Ortocentrul H                        | sec A : sec B : sec C                                  |
| Centrul de greutate G                | bc : ca : ab = 1/a : 1/b : 1/c = csc A : csc B : csc C |
| Centrul cercului lui Euler           | cos(B − C) : cos(C − A) : cos(A − B)                   |
| SPunctul simedian K                  | a : b : c = sin A : sin B : sin C                      |
| Centrul cercului exînscris față de A | −1 : 1                                                 |
| Centrul cercului exînscris față de B | 1 : −1 : 1                                             |
| Centrul cercului exînscris față de C | 1 : 1 : −1                                             |

De notat că, în general, centrul cercului înscris nu este același cu centrul de greutate, iar centrul de greutate are coordonatele baricentrice 1 : 1 : 1, acestea fiind proporționale cu ariile triunghiurilor BGC, CGA, AGB, G fiind centrul de greutate.

## Formule
Coordonatele triliniare permit folosirea multor metode algebrice în geometria triunghiului. De exemplu, trei puncte
P = p : q : r
U = u : v : w
X = x : y : z
sunt coliniare dacă și numai dacă determinantul lor este egal cu zero, adică
{\displaystyle D={\begin{vmatrix}p&q&r\\u&v&w\\x&y&z\end{vmatrix}}=0}
Dualitatea acestei propoziții este aceea că dreptele
pα + qβ + rγ = 0
uα + vβ + wγ = 0,
xα + yβ + zγ = 0
sunt concurente într-un punct dacă și numai dacă D = 0.
De asemenea, dacă sunt folosite distanțele în evaluarea determinantului D, atunci aria unui triunghi PUX = kD, în care k = abc/8σ2 (σ aria triunghiului ABC), dacă triunghiul PUX are aceeași orientare cu triunghiul ABC, sau k = -abc/8σ2 dacă are orientare inversă.
Multe curbe de gradul trei sunt ușor de reprezentat prin coordonate liniare. De exemplu, funcția cubică de rotație auto-izogonal conjugată Z(U,P), ca fiind locul geometric al unui punct X, astfel încât, punctul izogonal conjugat P al lui X să se afle pe dreapta UX, este dat de determinantul
{\displaystyle {\begin{vmatrix}x&y&z\\qryz&rpzx&pqxy\\u&v&w\end{vmatrix}}=0.}
Printre cubicele numite Z(U,P) se află și:
cubica Thomson : Z(X(2),X(1)), în care X(2) = centrul de greutate, X(1) = centrul cercului înscris
cubica Feuerbach: Z(X(5),X(1)), în care X(5) = punctul lui Feuerbach
cubica Darboux : Z(X(20),X(1)), în care X(20) = punctul lui De Longchamps
cubica Neuberg : Z(X(30),X(1)), în care X(30) = punctul lui Euler de la infinit.

## Conversii
Un punct cu coordonatele triliniare α : β : γ are coordonatele baricentrice aα : bβ : cγ, în care a, b, c sunt lungimile laturilor triunghiului. Invers, un punct cu coordonatele baricentrice α : β : γ are coordonatele triliniare α/a : β/b : γ/c.
Există și formula de conversie între coordonatele triliniare și coordonatele carteziene bidimensionale. Fiind dat un triunghi de referință ABC, exprimăm poziția vârfului B în funcție de o pereche ordonată carteziană, reprezentat algebric de un vector a cu originea în vârful C. Similar avem vârful A reprezentat de b. Atunci orice punct P asociat cu triunghiul de referință ABC poate fi definit într-un sistem cartezian ca un vector P = αa + βb. Dacă punctul P are coordonatele triliniare x : y : z, atunci formulele de conversie sunt:
{\displaystyle x:y:z={\frac {\beta }{a}}:{\frac {\alpha }{b}}:{\frac {1-\alpha -\beta }{c}}}
invers
{\displaystyle \alpha ={\frac {by}{ax+by+cz}}{\mbox{ and }}\beta ={\frac {ax}{ax+by+cz}}.}
Dacă se alege o origine arbitrară în care coordonatele carteziene ale vârfurilor se cunosc și sunt reprezentate prin vectorii A, B and C, și dacă un punct P are coordonatele triliniare x : y : z, atunci coordonatele carteziene ale lui P sunt date de media ponderată a coordonatelor carteziene a vârfurilor, folosind coordonatele baricentrice ax, by and cz ca pondere.
Prin urmare
{\displaystyle {\underline {P}}={\frac {ax}{ax+by+cz}}{\underline {A}}+{\frac {by}{ax+by+cz}}{\underline {B}}+{\frac {cz}{ax+by+cz}}{\underline {C}},}

în care |C−B| = a,  |A−C| = b and |B−A| = c.